# Murutunguru
Murutunguru è una circoscrizione rurale (rural ward) della Tanzania situata nel distretto di Ukerewe, regione di Mwanza. Conta una popolazione di 18 156 abitanti (censimento 2012).